# Die Herrscherin
Die Herrscherin ist eine der auch große Arkana genannten Trumpfkarten des Tarot.

## Darstellung
Meist sieht man eine üppige Frau in einem Garten.

## Deutung
Die Karte steht für Fruchtbarkeit, Mütterlichkeit, Natur, Schönheit und Üppigkeit, kann aber auch den reinen Hedonismus bedeuten.

## Entsprechungen
- der Planet Venus
- der hebräische Buchstabe ד (Daleth)